# Afroholopogon melas
Afroholopogon melas är en tvåvingeart som beskrevs av Jason Gilbert Hayden Londt 2005. Afroholopogon melas ingår i släktet Afroholopogon och familjen rovflugor. Inga underarter finns listade i Catalogue of Life.